# Igualtat de diferències

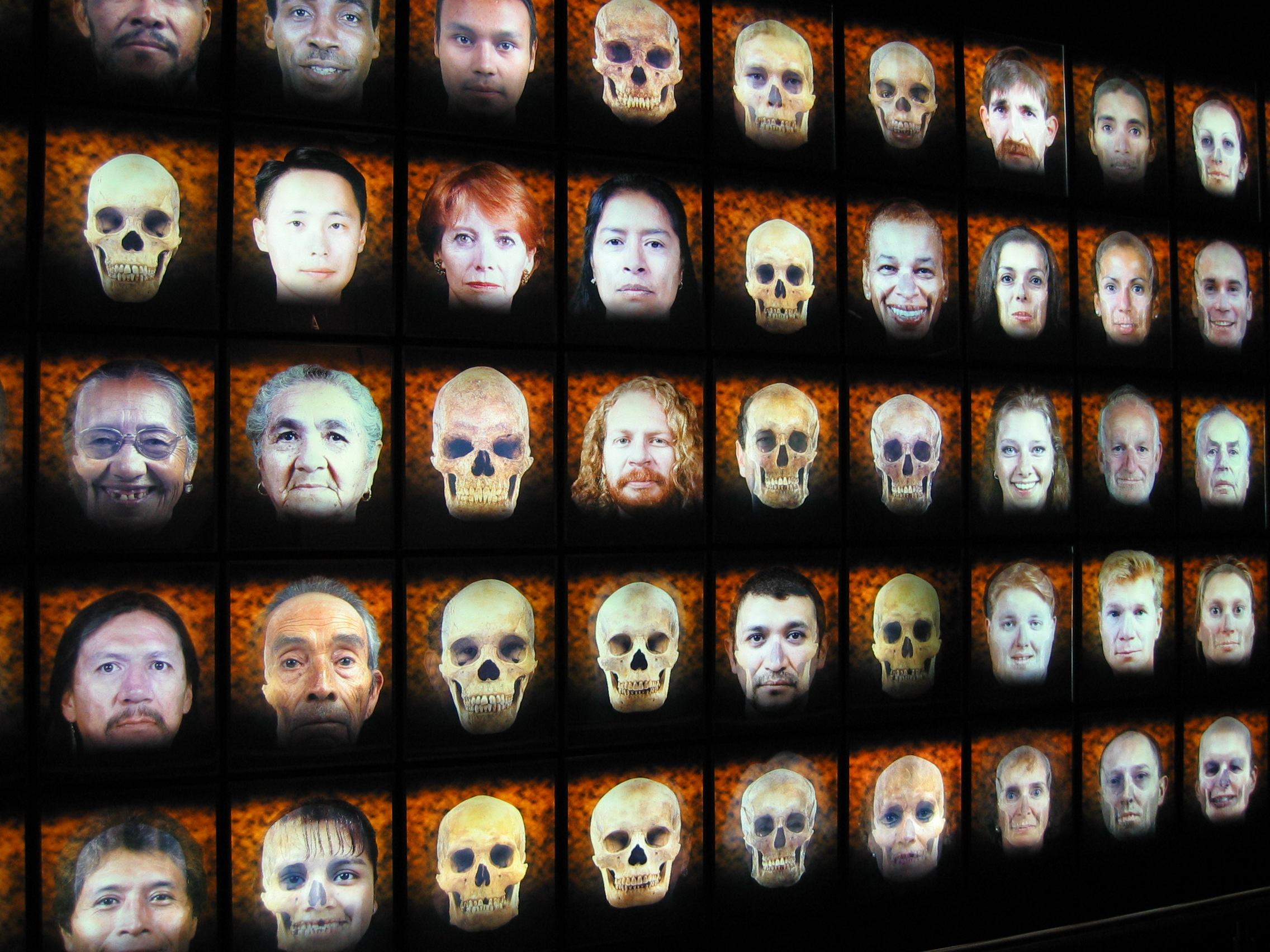
"Mosaic de la diversitat humana"

El terme igualtat de diferències es refereix al fet que tots els éssers humans són diferents en les característiques que els diferencien, però per damunt de qualsevol diferència són iguals en la seva naturalesa humana. Aquest fet implica que sigui quina sigui la seva posició socioeconòmica, cultura, ètnia, sexe, edat o religió, han de gaudir de les mateixes oportunitats per a poder desenvolupar-se en la societat actual.Segons Paulo Freire, un dels millors pedagogs del segle xx, les diferències no poden ser tractades de manera tolerant i amb igualtat sempre que estigui present el pensament de superioritat entre cultures, ètnies, sexe etc.
En l'àmbit educatiu, s'observen moltes diferències envers els alumnes de tipus social, econòmic, cultural etc. i, per tant, els docents es troben amb diferents problemàtiques respecte a aquestes desigualtats. Per tant, l'escola actual ha de treballar en el fet d'unir totes aquestes diferències i trobar la manera de poder unificar-les amb l'objectiu que l'aprenentatge sigui el més igualitari possible, ja que l'escola és un dels models més clars de societat diversa i plural, en la qual tota opinió dels alumnes és escoltada i valorada. Per Ramón Flecha García, catedràtic de sociologia de la Universitat de Barcelona, una de les accions que ha d'elaborar l'escola actual per poder complaure l'aprenentatge dialògic, un dels aprenentatges enriquit amb la igualtat de diferències, és transformar els centres educatius segons les necessitats requerides.

## Desigualtats més importants al llarg de la història
Les desigualtats són, sens dubte, el fet universal de la humanitat que més ha afectat la nostra evolució, per això, la lluita per la igualtat d'oportunitats ha estat sempre motor de canvi. Al llarg de la història hi ha moltes desigualtats en diferents àmbits de la vida com la classe social, el gènere, la cultura, la raça, la posició socioeconòmica, la religió, la posició demogràfica, etc. Els tres àmbits amb més ressenya són la desigualtat que provoca la societat de classes, la desigualtat de gènere i la cultura i ètnia.

## Societat de classes
Les classes socials són una forma d'estratificació social que es poden definir com a grups o conglomerats de persones que gaudeixen de les mateixes condicions de vida i estan situades en un mateix estrat social i econòmic. El terme estratificació social s'empra per descriure les desigualtats que existeixen entre els individus i els grups dins les societats humanes. Sovint esmentem l'estratificació per fer referència a béns o propietats, però el fenomen també pot donar-se per fer referència al gènere, l'edat, la religió, etc. Els individus i grups, segons sigui la seva posició dins l'estructura estratificada, compten amb un accés desigual i diferent a les recompenses.
L'estratificació de les societats ha canviat al llarg de la història humana, ja que en les societats primitives, basades en la caça i la recol·lecció existia molt poca estratificació a causa de la poca divisió existeixen en termes de riquesa o altres recursos. El desenvolupament de l'agricultura va produir un considerable augment de la riquesa i aquest fet va provocar molta estratificació. Actualment, les societats industrials i postindustrials són extremadament complexes, amb un gran nombre de persones ocupant els extractes mitjà i mitjà-baix (classe mitjana), un nombre de persones més reduït a la base i molt poca gent situada a la part alta de la piràmide.
A la societat de classes, la classe es defineix com un agrupament a gran escala de persones que comparteixen recursos econòmics, que tenen una gran influència en l'estil de vida d'aquest agrupament de persones. La propietat de la riquesa i l'ocupació són les bases més importants de les diferències de classe. Hi ha diversos factors que influeixen en el fet de pertànyer a un classe:
- Els sistemes de classe són fluids. Els límits entre elles no estan mai completament definits.
- La classe d'un individu no s'adquireix només per naixement. La mobilitat és molt més freqüent.
- Les classes depenen de les diferències econòmiques que existeixen entre els grups d'individus i en les desigualtats en la possessió i control de recursos materials.
- Els sistemes de classes opera principalment mitjançant connexions impersonals a gran escala. Una de les bases fonamentals de les diferències de classe es troba en les desigualtats de salari i de condicions de treball.

| «             | Si pienso que el sistema de clases es como una prisión, atrapa a la gente en unas circunstancias que no deberían existir en un país rico. Creo que aquí hay muchos problemas, el primero que los desequilibrios educativos empiezan al nacer (la comida, la casa...). Londres es una de las ciudades más prósperas del planeta, pero uno de cada cuatro jóvenes londinenses crece en una casa sobreocupada. Eso tiene un gran impacto en su salud, bienestar y también en su educación (...) Entiendo clase como una desigualdad que debería ser erradicada. Me gustaría tener un día una sociedad sin clases y creo que debemos luchar por alcanzarla que no tengamos esas enormes y grotescas distribuciones de riqueza y poder y esto supone una sociedad distina a la que tenemos actualmente. | » |
| — Owen Jones. | |   |

### Classes socials segons Marx
Segons Marx, una classe és un grup de persones que té una mateixa relació amb els mitjans de producció. Abans de l'aparició de la indústria moderna, els anteriors mitjans de producció consistien principalment en la terra i els instruments que servien per a conrear-la o tenir cura del ramat. D'aquesta forma, abans de la indústria existien fonamentalment dues classes, eren qui posseïa la terra i els que la treballaven i produïen. En canvi, en les societats industrials modernes, segons Marx les fàbriques, les oficines i la maquinària, així com la riquesa o el capital necessaris per obtenir-les, van esdevenir més importants. Aleshores les dues classes fonamentals són els qui posseeixen aquests nous mitjans de producció i els que es guanyen la vida venen la seva força de treball.
Marx afirma que la relació entre les classes es basa en l'explotació. En les societats feudals l'explotació va prendre forma d'una transferència directa d'allò que produïen els camperols a l'aristocràcia. El serfs estaven obligats a donar una certa part de la seva producció al senyor o havien de treballar un determinat de dies al mes en les terres d'aquell. En les societats capitalistes modernes la font de l'explotació és menys evident i Marx posa molt d'interés en dilucidar la seva naturalesa. En el curs d'un dia de treball, analitza Marx, els treballadors produeixen més del que l'empresari necessita per recuperar el salari que els paga. Aquesta plusvàlua és l'origen dels guanys que els capitalistes poden emprar en el seu propi benefici. Marx va emprar el terme depauperació per descriure el procés mitjançant el qual la classe treballadora s'empobreix cada cop més en comparació amb la capitalista.

### Classes socials segons Weber
El model de classes socials pensat per Weber considerava que la societat es caracteritzava per l'existència de conflictes pel poder i els recursos. Alhora, mentre que per a Marx les relacions de classes polaritzades i els problemes econòmics ocupaven el centre de tots els conflictes socials, Weber va desenvolupar una idea de societat més complexa i multidimensional. L'estratificació no està relacionada amb la classe únicament, sinó que està configurada per altres dos aspectes: el status i el partit. Aquests tres elements que es solapen en l'estratificació produeixen una quantitat enorme de posicions possibles dins la societat, i no tan sols un model bipolar rígid com el proposat per Marx.
Weber coincideix amb Marx en que la classe, que és un dels elements que influeix en l'estratificació, es basa en condicions econòmiques objectives, però té en compte altres factors. Weber afirma que les divisions de classes es deriven no tan sols de control o absència del poder dels mitjans de producció, sinó de diferències econòmiques que no tenen res a veure de forma directa amb la propietat. Entre aquests recursos es poden incloure especialment els coneixements tècnics i les credencials o qualificacions que influeixen en el tipus de treball que les persones poden obtenir.
En la teoria de Weber el status fa referència a les diferències que existeixen entre dos grups en relació amb la reputació o el prestigi que els altres li concedeixen. Marx creia que les diferències de status procedien de les divisions de classe que es produïen en la societat, però Weber assenyala que el status sol variar amb independència de les divisions de classe.
L'últim element que influeix en l'estratificació és el partit, que es defineix com un grup compost per una sèrie d'individus que treballen conjuntament perquè tenen orígens, aspiracions o interessos comuns. Un partit treballa de forma ordenada per aconseguir un determinat objectiu que és d'interés per els que el conformen. Weber afirma que la formació de partits és un aspecte important del poder i pot influir en l'estratificació, amb independència de la classe i del status. Els partits poden apel·lar a preocupacions que travessen les diferències de classe com per exemple la filiació religiosa.

## Desigualtat de gènere
La desigualtat de gènere es refereix a les diferents oportunitats que tenen homes i dones per accedir a béns i recursos diversos, com poden ser salut, educació, habitatge i treball, a més a més de l'accés a la informació, la presa de decisions, i la presència i visibilitat pública. Està demostrat que, la incorporació d'enfocaments per abordar o erradicar les desigualtats de gènere per mitjà de diferents programes comporta una millora en la salut per part d'homes i de dones.
La diferència sexual per si mateixa no és raó de desigualtat. L'atribució de valors i de poder diferents a cadascuna de les categories, home i dona, és el que transforma la diferència en desigualtat.
Es caracteritza per ser estructural, és a dir, una construcció social determinada pel sistema heteropatriarcal de sexe, que regula les relacions socials a partir de les diferències percebudes i assignades a homes i dones. A la vegada, també és transversal. Afecta el conjunt de les dones en major part, ja que en son una majoria social del (52%). Moltes dones, pel simple fet de ser socialment llegides com a dones viuen discriminacions, vulneració de drets i subordinació respecte l'altra meitat de la humanitat.

### La distinció i construcció de gènere/sexe
La psicologia mèdica va ser la primera disciplina que va considerar les característiques socials i culturals per a diferenciar el gènere del sexe, concluint que el sexe fa referència a trets característics fisiològics i biològics de ser home o dona, en canvi, el gènere és la construcció social d'aquestes diferències sexuals. D'aquesta manera, es va establir que el gènere és una construcció social que assigna a l'home i a la dona determinades característiques psicològiques i socials que una cultura atribueix per a cada un d'ells, cosa que es tradueix entre altres coses en pràctiques, representacions, normes que juntament amb produir diferències entre el gènere masculí i femení, construeix també diferències que involucren desigualtats i jerarquies entre homes i dones en societats marcadament androcèntriques.
A partir d'aquestes construccions desiguals establertes anteriorment de forma social, s'ha posicionat a la figura de l'home en un grau de superioritat davant la dona, cosa que ha portat a considerar a aquestes com el "sexe débil" associat a la submissió o passivitat, mentre el sexe masculí s'ha relacionat amb la virilitat, passivitat o independència. Aquestes transmissions i conductes esperades culturalment s'han manifestat en tots els espais d'interacció on transcorre la vida de la persona, sent les més importants la família i l'escola.
Primerament, als primers anys de vida la socialització la realitzen els pares a partir del sexe biològic, atribuint característiques estereotipades adscrites a un gènere en forma de roba, comportament, actituds, expectatives o obligacions. Després, és la institució educativa com a espai socialitzador, la encarregada de que homes i dones aprenguin les formes d'actuar desitjades i acceptades socialment, transmetent així valors de la societat en la que es desenvolupa l'individu. En aquest sentit, diversos estudis informen que la pràctica pedagògica es reprodueix en patrons identitaris discriminadors, com per exemple l'ús generalitzat d'un llenguatge sexista que estableix el gènere masculí invisibilitzant al gènere femení.

### Estereotips i desigualtats socials
La dicotomia existent entre l'aspecte masculí i femení ha establert estereotips socials que determinen els rols i limiten les potencialitats de les persones sota la concepció que hi ha capacitats, emocions i conductes que corresponen diferenciadament a homes i dones. Aquests estereotips socials es manifesten en els diferents espais de la vida, entre ells es troben la televisió i el món laboral.
La publicitat televisiva amb el propòsit d'aconseguir els seus objectius de mercat, exagera qualitats establertes socialment provocant en molts casos fenòmens distorsionats que no són adequats al món real. D'aquesta manera la dona continua representada com la mare i dona, conservant els rols tradicionals que culturalment se li han imposat i que la situen en una posició de dependència respecte a l'home, que aquest és representat com l'exitós, el patriarca i el proveedor que conserva la superioritat que se li ha assignat socialment respecte a la dona.
A l'espai laboral la funció assignada naturalment al gènere femení és la reproductora i la criança dels fills, mentre el gènere masculí se li assigna la manutenció familiar. En el cas de Xile, per exemple, la participació social de la dona ha augmentat. En el món laboral s'ha observat un augment a l'últim trimestre de l'any 2013 d'un un 48,3%, encara que aquest augment continua sent inferior a la tasa de participació dels homes en el mercat laboral, la qual arriba al 72% durant el mateix període. Aquestes dades evidencien la persistència de processos de discriminació que imposen una sèrie d'obstacles per al desenvolupament de les trajectòries laborals de les dones en igualtat de condicions respecte als homes, posicionant-les generalment en situacions jeràrquicament inferiors relacionades amb el desenvolupament de rols familiars, com la cura dels nens i les labors domèstiques. A diferència dels trets atribuïts a l'home com l'autonomia o independència que els posiciona en rols laborals de major status i poder.
Aquestes creences socials estereotipades de què és ser home o dona, propicien un altre tipus de desigualtat que s'expressa mitjançant la violència de gènere. A Xile, segons el Servicio Nacional de la Mujer, una de cada tres dones han patit algun tipus de violència de gènere per part de la seva parella, evidenciat la presència i reproducció de patrons sexistes relacionats amb associacions conscients i inconscients respecte les conductes de les perones sobre la base del seu sexe socialment identificat.

## Desigualtat cultural
La relació entre cultures és un fenomen àmpliament present al llarg de tota la història humana. En la societat moderna es reflecteix algun d'aquests fets. Per exemple, la llengua és un element utilitzat diàriament que té en compte moltes relacions pluriculturals. D'aquesta manera, el castellà consta d'un lèxic amb moltes influències de l'àrab o l'anglès.
Els conceptes d'interculturalitat i multiculturalitat (o interculturalisme i multiculturalisme) van sorgir per la diversitat cultural dins de la societat a Europa, Nord-amèrica i Austràlia a la dècada del 1970.
La interculturalitat es defineix com el procés de comunicació i interacció entre persones i grups amb identitats culturals específiques, de manera que no es permet que les idees i accions d'un grup cultural estiguin un damunt de l'altre. Això implica que els individus que conformen el grup cultural no es tanquin en la seva cultura, sinó que hi hagi una convivència entre les diferents cultures i enriquir-se en aquest espai comú.
El multiculturalisme és un concepte que defineix la coexistència de diferents cultures en una mateixa entitat política territorial. Aspira a la conservació de la diversitat de la societat, amb l'objectiu de mantenir les cultures de cada poble i evitar que aquestes s'extingeixin front a una cultura uniformadora. D'aquesta manera el territori on coexisteixen les cultures, la diversitat és molt més rica que no pas la d'una cultura uniformada, ja que la diversitat ofereix altres possibilitats i enriqueixen la capacitat humana per a la creativitat. Un cop verificat aquest raonament, totes les cultures són valioses i, per tant, l'Estat ha de fer tot el possible per a conservar-les i protegir-les. A més, el multiculturalisme no es limita a sostenir que totes les cultures són valioses, sinó que cap és més valiosa que una altra i totes són iguals d'importants.
Un problema que sorgeix amb la teoria del multiculturalisme és la següent qüestió que es planteja: com poden ser dues cultures iguals si la primera defensa la igualtat dels homes mentre la segona defensa la desigualtat entre homes. Si s'assumeix que totes les cultures són iguals, llavors les cultures que menyspreen la igualtat no són inferiors a les cultures igualitàries, i per tant, la proposició segons la qual tots els homes són iguals no és superior a la proposició segons la qual existeixen desigualtats naturals, la qual cosa permet negar que tots els homes siguin iguals.
Encara que els dos conceptes no són iguals entre si, ambdues tenen en comú que les cultures que coexisteixen en un territori determinat han de tenir relació entre elles tenint en compte que la riquesa cultural augmenta i hi ha un enriquiment.

## Situació actual envers les desigualtats

### Situació actual de les classes
Les desigualtats de classes actuals s'agrupen en quatre classes:
- La classe alta: es compon d'un petit nombre d'individus que gaudeixen tant de riquesa com de poder i que poden transmetre els seus privilegis als seus fills. En línies generals, la classe alta es pot identificar amb l'1% més ric de la població. Per sota d'aquesta es troba la classe de serveis, que es compon de professionals, directius i administradors d'alt rang que contistueixen al voltant de 5% de la població.
- La classe mitjana: aquesta expressió aplega un ampli espectre de persones amb ocupacions molt diferents, que van des d'empleats en el sector serveis fins professors d'escola, passant per professionals mèdics. Alguns autors prefereixen parlar de "classes mitjanes" per ressaltar la diversitat de les situacions ocupacionals, de classe i status, així com de les opcions vitals que caracteritzen els seus membres. Segons la majoria d'observadors, la classe mitjana engloba actualment a la majora de la població dels països industrialitzats. A diferència dels membres de la classe obrera, els de la classe mitjana poden vendre el seu treball mental i físic per poder guanyar-se la vida.
- La classe obrera: segons Marx, la classe obrera eren les persones que feien vida laboral en el sector de les manufactures. Però, la classe obrera, cada cop s'ha reduït més, de forma que, fins als anys 70-80, només el 40% de la població treballadora ocupava llocs manuals. Aquest sector s'ha reduït a més de la meitat. La majoria dels individus d'aquesta classe ha crescut econòmicament de manera considerable durant els últims anys. Aquest major nivell de vida s'expressa en la creixent capacitat per accedir als béns de consum de que disposen totes les classes. Com diria Marx, s'ha produït un "aburgesament" d'aquest sector de la població.
- La infraclasse: es tracta del sector demogràfic que ocupa l'extracte inferior de l'estructura de classes. El nivell de vida dels integrants de la infraclasse és considerablement pitjor que el de la majoria de la societat. És un grup que es caracteritza per patir múltiples desavantatges. Molts dels seus membres són aturats de llarga durada o no tenen una feina estable. Alguns són indigents o tenen manca de lloc permanent on viure. La infraclasse es descriu sovint com una classe "marginada" o "exclosa" de l'estil de vida que porta el gruix de la població.[13]

### Situació actual de la desigualtat de gènere
La desigualtat entre els gèneres persisteix des de fa molt de temps tot i crear una major consciència en aquests darrers últims anys per a millorar la privació de les dones dels seus drets i oportunitats fonamentals tal com s'hi fa referència a la Constitución Espanyola en el seu artícle 14:
| «         | Los españoles son iguales ante la ley, sin que pueda prevalecer discriminación alguna por razón de nacimiento, raza, sexo, religión, opinión o cualquier otra condición o circunstancia personal o social. | » |
| — Art. 14 | |   |

Al llarg de la història les dones han estat excluïdes de moltes decisions, àrees, àmbits i sectors de la vida política i social, per pertànyer al gènere femení, en contraposició a l'artícle anterior de la Constitució de 1978.
Així doncs, hi trobem diferents aspectes que confirmen o donen peu a pensar sobre aquesta desigualtat de gènere. UGT va publicar un Análisis de Pensiones desde una perspectiva de género un informe en el que s'hi va estudiar que les dones pensionistes espanyoles reben gairebé uns 450 euros menys que els homes, i en un altre informe (la igualdad salarial) d'aquesta confederació sindical observaren que la diferència de salaris entre l'home i la dona se situa en el 24% un percentatge bastant elevat. L'accès a l'educació ha anat incrementant entre les dones al llarg del temps, les dones que han estudiat milloren l'entorn i la societat en la que viuen contribuint en l'economia i ajudant a la millora d'aquests estereotips. Seguidament, sabem que s'ha incrementat la presencia de la dona dintre dels càrregs de direcció ocupant un 27% quedant la resta ocupat per la presencia masculina. Contribuint les dones en el treball de manera notoria en les economies dels països però notant una evident bretxa salarial fent constar o remarcant quins treballs són desenvolupats per elles. Tot i que cada vetada hi hagi más dones que s'hi dediquen a la política o tinguin càrregs de responsabilitat.
La violencia de gènere, en les seves diverses formes i expressions, segueix sent un tema constant en la societat del segle XXI. Els marcs jurídics no reconeixen drets essencials de les dones i nenes, i poden dificultar segons com l'accés d'aquestes a la justícia ordinaria en situacions adverses, degut a possibles buits legals.
Per tant, al parlar del dret a la no discriminació el que s'hi reivindica son els drets fonamentals de la dona, aquells que siguin inherents i que no puguin ser vulnerats de cap manera o circumstància.
Lluitar contra la discriminació de gènere es una forma de constituir societats més igualitaries, justes i diverses, no és un assumpte que beneficiï només a les dones, sinó que involucra a tothom.

## Desigualtats en l'àmbit educatiu
Les societats occidentals industrialitzades durant una part del segle xx van arribar a uns nivells d'inclusió i integració social realtivament importants. Aquesta situació feia aparèixer com a viable i desitjable un model de capitalisme social. Però un cop van entrar en crisi les condicions materials que feien possible i sostenien aquest mode de funcionament de la societat, va notar-se l'efecte de la "vulnerabilitat de masses".
Sense cap dubte, una de les tensions fonamentals en els creixents processos d'exclusió és i ha sigut la relació entre l'educació i el treball. La necessitat d'articular els sistemes educatius i de formació professional per la urgència que demanen les actuals condicions de la globalització i competitivitat és un tema que hauria de preocupar els primers llocs de l'agenda política dels estats nacionals.
Trobem una estreta relació entre la formació educativa brindada per les diferents institucions escolars i circuits laborals pels quals circulen persones alfabetitzades. El tema s'aguditza quan els individus no compten amb les possibilitats d'accedir a ambdós sistemes (formació i professional), ja que a partir de les limitacions que se li presenten es trenquen encara més les línies d'inclusió i de participació social. Davant d'aquest escenari és pertinent continuar parlant d'exclusió social i educativa.
Una població no escolaritzada i educada és una població vulnerable i propensa a l'exclusió social, que alhora condueix cap a una exclusió educativa en totes les seves dimensions, en les escoles i aules, per gènere i nivells d'aprenentatge.
Un altre aspecte molt important que es basa en la desigualtat i l'abús de poder és la violència. És un comportament culturalment aprés que implica una direccionalitat i una intencionalitat de controlar, imposar, manipular o fer mal a altres. En l'àmbit escolar, la violència pot ser entesa com a qualsevol acció que succeeixi a l'escola, dificultant la seva finalitat educativa i lesionant la integritat d'algun membre de la comunitat escolar. En altre paraules, és un model de relació desigual entre aquells dels que s'espera una relació igualitària.

### Desigualtats segons el nivell educatiu
Les diferents investigacions educatives conclouen que existeix una uniformitat de desigualtats en els països econòmicament més desenvolupats. Aquestes investigacions es basen en diferents anàlisis per mitjà de models de regressió els quals se centren en el màxim nivell educatiu obtingut pels individus segons el seu origen social. La diferencia de percentatges corresponents al nivell educatiu obtingut, expressa, d'aquesta manera, la força de les desigualtats socials en els estudiants per accedir a nivells educatius superiors.
Per exemple, en un estudi dut a terme entre les generacions dels anys seixanta i principis dels setanta per saber quin percentatge d'alumnes tenia la possibilitat d'accedir a nivells educatius superiors, els resultats van ser: 27% a Alemanya o Itàlia, 20% a França, 17% al Regne Unit, 15% als Estats Units i 12% als Països Baixos.
La interpretació d'aquests estudis es complicada, ja que hi ha diversos factors que afecten en aquests resultats. Els més rellevants podrien ser tant la importància de l'escolarització segons el país com la intensitat del efecte de la societat a l'accés a cada nivell educatiu.
Segons Heiner Müller i Karl Marbe (1993), les diferències observades entre les desigualtats socials i les diferents trajectòries escolars entre països, es veurien influenciades a les modalitats d'organització del sistema de cada país.

### Desigualtats segons els coneixements
Per comparar la importància de les desigualtats socials en l'àmbit educatiu, s'observen informes internacionals que evaluen els coneixements dels alumnes. Aquests informes, en particular, l'informe PISA per alumnes de 15 anys i l'informe PIRLS Arxivat 2018-05-28 a Wayback Machine. per alumnes de 10 anys que donen a conèixer les diferències entre alumnes amb puntuacions més elevades i puntuacions més baixes segons el país.

### Desigualtats socials a l'escola primària
L'informe PIRLS Arxivat 2018-05-28 a Wayback Machine., basat en la capacitat lectora del alumne, mostra que els alumnes de 10 anys presenten resultats desiguals segons el seu medi social, especialment, segons el nivell educatiu dels seus pares. Aquestes desigualtats, però no son de igual importància segons el país. Les desigualtat socials es troben més destacades en els països més pobres, encara que també s'observa que el nivell de desigualtat social no correlaciona significativament amb la importància de la desigualtat de renta segons l'índex de Gini. Els països on l'alumne te resultats socialment molt desiguals, no és la causa de la desigualtat de renta que pugui tenir aquest mateix païs.
En l'estudi dels resultats de l'informe PIRLS, s'observen poques diferències a nivell dels sistemes educatius entre països. Això és degut, en gran part, a les formes de cuidar als alumnes en edats primerenques per part dels pares. D'una banda, les famílies acomodades o degudament informades, situen de manera més conscient als seus fills en les estructures que els beneficiaran posteriorment, encara que s'observen diferents resultats que donen pistes sobre pràctiques precoç per part dels pares.

### Desigualtats socials a secundària
Els Informes PISA permeten observar les desigualtats socials entre l'alumnat d'una edat mitjana de 15 anys. Aquestes desigualtats observades, de igual manera que en els informes PIRLS, apareixen de forma variable segons el país. Com s'observava en l'educació primària, hi ha una tendència moderada per significativa en una major desigualtat social respecte als resultats entre els països més pobres, i una absència en la correlació d'aquests últims amb la desigualtat de ingressos. Això dona a entendre que certs sistemes educatius aconsegueixen millor que d'altres compensar les desigualtats que existeixen en la societat.
Els sistemes educatius que "produeixen" desigualtats socials, son, en un principi, aquells on les desigualtats de resultats son significatives han d'intentar igualar el nivell de coneixement de tots els alumne, ja que aquesta mesura sembla una via eficaç per reduir les desigualtats socials escolars.
Una altra característica important dels sistemes és la forma d'agrupació dels alumnes en els centres. En determinats països, s'observa una certa segregació entre classes, entre les diferents institucions educatives, les diferents estratègies de selecció per part de les famílies…
En definitiva, les desigualtats socials son més significatives en sistemes on predomina la segregació social, on existeixen estructures escolars segregadores.

## Plans educatius destinats a la inclusió educativa
Les metes generals de la inclusió educativa són, en un primer nivell, disminuir i superar tot tipus d'exclusió des d'una perspectiva del dret a l'educació que garanteixi l'accés a una educació de qualitat i, en un segon nivell, però no menys important, que aquells que formen els planters educatius trobin els mecanismes de participació i les condicions d'un aprenentatge exitós.
La inclusió varia d'acord amb els entorns i èpoques de la història: no obstant això, en comú trobem el desig de millorar cada dia la societat, des de l'inici de la civilització, paral·lel al desenvolupament o endarreriment d'aquesta, mai ha faltat cap mena de procés, per primitiu que sigui, per a educar a l'ésser humà.
Avui dia, es pot afirmar que la inclusió constitueix un repte al que s'han adherit els sistemes educatius internacionals per a millorar la qualitat de l'ensenyament i la resposta a la diversitat de l'alumnat, promovent oportunitats d'aprenentatge per a tots i considerant l'educació com un element emancipador que transforma vides. Seguint aquesta línia, diverses investigacions recolzen la influència positiva que ha tingut l'aplicació d'instruments de mesurament per al canvi cap a les pràctiques d'orientació inclusiva en les institucions educatives.
Les constatacions suggereixen que la mateixa configuració dels textos d'ensenyament afecta els aprenentatges dels alumnes. Primer de tot, s'ha d'observar l'evolució i desenvolupament de les desigualtats socials tenint en compte els coneixements, entre primària i secundària, sobre la base dels Informes PIRLS i PISA. Es constata que aquestes desigualtats correlacionen positivament, que tendeix a mostrar com certes característiques de la societat influeixen en els dos nivells.
El caràcter moderat de la correlació, suggereix que certes característiques del sistema educatiu són susceptibles d'accentuar, o al contrari, de moderar aquesta relació. S'observa que, països com Alemanya o Bèlgica, on les desigualtats en primaria eren relativament modestes, se situen per sobre de la mitja respecte a la dimensió de les desigualtats socials entre alumnes de quinze anys. Ara bé, aquests dos països es caracteritzen per itineraris educatius a edats precoços. Investigacions confirmen que les desigualtats entre alumnes són més moderades, ja que el tronc commun és més llarg, mentre que a la inversa, els països que han conservat una orientació precoç i entre itineraris tancats, es caracteritzen per desigualtats socials elevades. Aquesta relació entre organització en itineraris i desigualtats socials es comprén per les raons esmentades anteriorment a propòsit de la segregació de la població escolar. S'explica igualment pel fet que l'orientació entre aquests itineraris ratifica les dificultats escolars dels alumnes de mitjans socials més desfavorits. Quan els infants assisteixen a classe de diferent nivell, els alumnes de més nivell encara en tindran més mentre que els alumnes de nivell més baix no milloraran.
També es té en compte als joves amb discapacitats físiques, ja que existeixen casos que han aconseguit cursar l'educació mitja-superior. L'enfocament que s'ofereix és qualitatiu, amb estudis de cas i mitjançant ocupació del mètode biogràfic-narratiu. Aquesta metodologia permet donar veu als que són capaços de senyalar amb precisió els elements que impedeixen la inclusió en els entorns escolars en forma de barreres.
La convivència diària en una classe afecta i repercuteix en les actituds i els valors dels alumnes, en un sentit més o menys favorable als estudis, això reforça les dificultats inicials dels alumnes.

## Propostes de polítiques educatives
Com a resultat de l'acceleració del procés de globalització a escala mundial, s'ha transformat el món de l'educació. Gràcies a l'avanç dels sistemes de comunicació i informació, associats també al desenvolupament d'una nova estructura tecnològica basada en la microelectrònica, el coneixement s'ha tornat un component estratègic, en la mesura que la informació i la innovació son els eixos principals del nou sistema globalitzat.
Són indispensables, en conseqüència, recursos humans de diferent naturalesa, capaços d'adaptar-se a les innovacions, a la obsolescència ràpida del saber i especialitats, a les conseqüències derivades del moviment massiu de capitals i d'altres factors de producció, així com persones amb valors que promouen la pau i la justícia, amb actituds cíviques relacionades amb la ciutadania i la responsabilitat comunitària.
Per tant, algunes propostes polítiques educatives per a millorar les desigualtats són:
- Que el nivell d'escolarització mitjana dels joves no només augmenti en accessibilitat, sinó que millori de manera efectiva en el seu aprenentatge. Per això, és necessari incidir en la qualitat educativa, de la que són principals responsables els docents, de manera que és fonamental la seva formació contínua, així com els plans d'estudi.
- Millorar la retenció en el nivell amb l'ajuda de la figura del tutor, qui propicia que els joves que han aconseguit ingressar i, per tant, han superat els diferents obstacles, no abandonin el sistema educatiu. D'aquesta forma, evitaran les conseqüències personals, socials i laboral que marcaran negativament el seu projecte de futur i limitaran les seves possibilitats d'accés a les oportunitats de desenvolupament i creixement. Per això, és tan important detectar els joves en risc i propiciar a la institució el desenvolupament de polítiques d'ajuda orientades cap a ells.
- Cuidar que no siguin els joves dels sectors més desfavorits els quals abandonen el nivell, ja que ajuden a que les desigualtats i la inequitat del sistema creixi. En aquest sentit, és indispensable tenir en compte les desigualtats senyalades, amb l'objectiu que tots els joves tinguin realment, i no només potencialment, les mateixes oportunitats educatives. Per tant, s'hauria d'implementar serveis educatius que tinguin en compte les necessitats dels joves que han de treballar i estudiar al mateix temps, dels que viuen en llocs apartats a on no arriben serveis educatius o que tenen dificultats per arribar al centre educatiu.
- Afavorir la democratització qualitativa que suposa un bon grau d'acompliment i d'èxit educatiu entre els joves matriculats, a partir de factors propis de l'escola, principalment amb docents ben formats, programes d'acompanyament tutorial, accés a biblioteques, videoteques, ordinadors i Internet, etc, que propicien un ambient escolar que respongui a les noves necessitats de coneixement i, també, amb espai juvenil que encoratgi als joves a romandre en ell.
- Reforçar els vincles amb el món del treball mitjançant la participació dels seus representants als òrgans rectors de les institucions, així com la combinació d'estudi i treball entre docents i estudiants, l'intercanvi de personal entre el món laboral i les institucions educatives, i la revisió dels plans d'estudi perquè s'adaptin millor les pràctiques professionals.
- Aprofitar plenament les tecnologies de la informació i la comunicació amb fins educatius, esforçant-se al mateix temps per a corregir les greus desigualtats existents.

- Crear nous entorns pedagògics (des dels serveis d'educació a distància fins als establiments i sistemes virtuals d'ensenyament) que siguin capaços d'acurtar les distàncies i establir sistemes d'educació d'alta qualitat, afavorint així el progrés socioeconòmic i la democràcia.

En un context globalitzat, creixentment desigual i competitiu, la generació d'una societat equitativa en oportunitat és un assumpte complex que requereix un sistema educatiu d'alta qualitat i equitat.